# Cúllar
Cúllar – gmina w Hiszpanii, w prowincji Grenada, w Andaluzji, o powierzchni 427,66 km². W 2011 roku gmina liczyła 4630 mieszkańców.
W Cúllar festiwale Maurów i chrześcijan obchodzone w ostatni weekend kwietnia stanowią największy świąteczny kamień milowy i działalność turystyczno-kulturalną roku.